# Ланча Федра
Ланча Федра е миниван, произвеждан от Ланча, съвместно с партньорите от Фиат, Пежо и Ситроен.

## История
Ланча Зета не постига съществен успех за разлика от другите автомобили, които използват същата платформа. И ръководството на концерна майка Фиат взима решение за лансиране на нова генерация от така наречените еврованове. През 2001 година италианските и френските инженери започват работа върху концептуалните модели. Посоката на развитие на моделите е ясна - по-малък разход на гориво и по-голяма ефективност. Освен това се вграждат и допълнителни системи за по-голяма сигурност на пътя. Елементи като дюзи за впръскване на горивото и други главни клапани са проектирани с по-малък обем и по-голяма ефективност. Автомобилът използва същия мотор Комон-райл като моделите на Фиат и Пежо-Ситроен.

## Дизайн
Естетически обликът на минивана е изцяло променен. Дизайнът наподобява елегантността и отличителните форми на марката както при Ланча Тезис. Контурните линии на автомобила не са така консервативни както предшественика Ланча Зета. Предните габарити имат елипсовидна форма и заемат най-голяма площ, в сравнение с другите три вана. Футуристичните форми са характерни и за задните габарити, които са в горната част за по-голям спектър на осветяване.

## Производство
Автомобилът се произвежда във Валансиен, Франция. Произведени са около 45 000 бройки. Автомобилът постига изключителен успех в родината си и в някои източноевропейски страни.